# Jan Czerski
Jan Czerski (ur. 3 maja?/15 maja 1845 w majątku Swolna koło Dryssy, w guberni witebskiej, zm. 25 czerwca?/7 lipca 1892 nad rzeką Kołymą) – polski geolog, paleontolog, przyrodnik i badacz Syberii.

## Życiorys

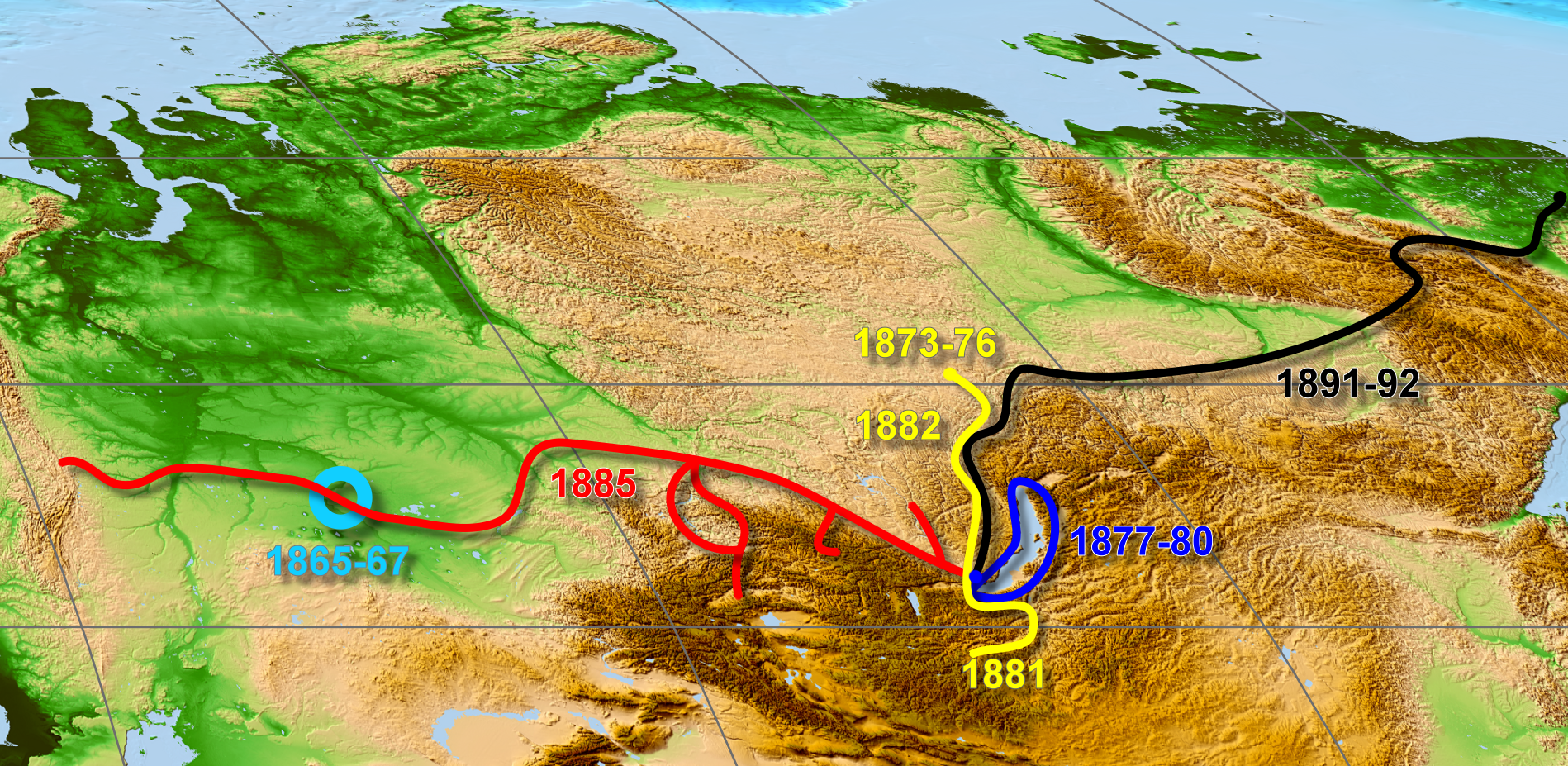
Wyprawy naukowe Czerskiego

Uczestniczył w powstaniu styczniowym, za co został zesłany na Syberię (Omsk) i przymusowo wcielony do armii. Dzięki wstawiennictwu Grigorija Potanina pozwolono mu na badania geologiczne i paleontologiczne rejonu Omska. W 1869 Czerski został zwolniony ze służby wojskowej z powodu złego stanu zdrowia. W 1871 wyjechał do Irkucka. W latach 1873–1876 badał Sajany, ich okolice i rejony wzdłuż brzegów Angary. W latach 1877–1881 prowadził badania geologiczne brzegów jeziora Bajkał (opracował pierwszą mapę geologiczną wybrzeża jeziora) i Sajanów. W 1877 roku został członkiem czynnym Moskiewskiego Towarzystwa Archeologicznego. W latach 1881–1882 badał basen rz. Dolna Tunguzka i Selenga, a w 1878 przedstawił teorię rozwoju rzeźby tych terenów. Zaproponował pierwszy paleotektoniczny schemat Syberii, który został rozwinięty przez Eduarda Suessa w pracy Oblicze Ziemi. W 1885 był amnestionowany i wyjechał do Petersburga na zaproszenie tamtejszej akademii nauk. W czasie przejazdu do Petersburga prowadził badania geologiczne traktu pocztowego od Irkucka do Uralu, zajeżdżając na próg Angary w Poduńska i do Minusińska. W 1891 odbył ekspedycję w rejon rzek Kołyma i Indygirka. Zmarł podczas wyprawy w dolny bieg Kołymy.
Jan Czerski odbył wiele wypraw badawczych, głównie pod egidą Rosyjskiego Towarzystwa Geograficznego. W ekspedycjach często towarzyszył mu Mikołaj Witkowski. Bolesław Mrówczyński napisał powieść biograficzną o Janie Czerskim pt. „Błękitny trop” (Nasza Księgarnia, Warszawa 1961).

## Prace
- Rezultaty badań jeziora Bajkał – wyd. 1886;
- Do geologii Azji Środkowej – wyd. Prace San Petersburskiego Towarzystwa Badaczy Przyrody t. 17 – 1886.

## Upamiętnienie

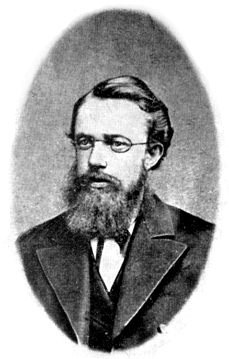
Jan Czerski, Irkuck 1879

Nazwisko Czerskiego występuje w kilku nazwach geograficznych.
- Góry Czerskiego – łańcuch górski w Jakucji i obwodzie magadańskim, taka nazwa pojawiła się na mapach w roku 1924 z inicjatywy radzieckiego badacza tych gór, Siergieja Obruczewa.
- Góry Czerskiego – pasmo górskie na Zabajkalu, w rejonie miasta Czyta.
- Góra Czerskiego – najwyższy szczyt Gór Bajkalskich.
- Dolina Czerskiego – dolina rzeki Kandat u stóp Sajanów.
- Szczyt Czerskiego – jeden z najwyższych szczytów gór Chamar-Daban i jeden z najliczniej odwiedzanych przez turystów szczytów rejonu Bajkału.
- Kamień Czerskiego – szczyt Grzbietu Nadmorskiego koło Listwianki nad źródłami Angary.
- Stanowisko Czerskiego – tereny w pobliżu Irkucka, gdzie odkryto i zbadano osiedla pierwotnych ludzi.
- Czerski – miasto w Rosji nad Kołymą.
- Ulice Czerskiego w Gliwicach, Malborku i Zielonej Górze, J. Čerskio w Wilnie, Czerskogo w Wierchniedźwińsku na Białorusi, Krzywym Rogu na Ukrainie i w Moskwie, Irkucku, Zyriance, oraz w osiedlu Kołymskoje w obwodzie magadańskim w Rosji.

W 2002 r. Poczta Polska wydała w nakładzie 500 tys. sztuk upamiętniający Czerskiego znaczek pocztowy o nominale 2 złotych.